# Зухвалий наскок невідомих зловмисників
«Зухвалий наскок невідомих зловмисників» (італ. Audace colpo dei soliti ignoti) — італійська кримінальна кінокомедія 1959 року режисера Нанні Лоя. Фільм є продовженням детективної комедії Маріо Монічеллі «Зловмисники, як завжди, залишилися невідомими» випуску 1958 року.

## Сюжет
Бандит із Мілану пропонує групі дрібних римських злодіїв наскок на фургон, який везе гроші зі ставок італійського футболу. Враховуючи свою попередню авантюру, яка закінчилася жалюгідною і безславною невдачею, наші герої вирішують, що цього разу вони все організують методично. На жаль, доля вирішує інакше: непередбачені події та дрібні промахи руйнують запланований злочин…

## Ролі виконують
- Вітторіо Гассман — Джузеппе «Пеппе» Байокі
- Ренато Сальваторі — Маріо Анджелетті
- Ріккардо Гарроне — Вергілій «міланський»
- Ніно Манфреді — Уго «Гірка нога» Нарді
- Карло Пізакане — П'єрлуїджі «Капанелє»
- Тіберіо Мурджія[it] — Мікеле «Ферріботте» Нікозія
- Клаудія Кардінале — Кармеліта Нікозія
- Вікі Людовізі[it] — Флоріана
- Гастоне Москін — Альфредо, продавець книг

## Подібні фільми
- 1958 : Зловмисники, як завжди, залишилися невідомими
- 1985 : I soliti ignoti vent'anni dopo